# Михаэли, Авраам
Авраам Михаэли (ивр. אברהם מיכאלי‎; род. 29 марта 1957 года, Кулаши, Грузинская ССР, СССР) — израильский политик, депутат кнессета (17, 18 созывы) от партии «ШАС».

## Биография
Авраам Михаэли родился 29 марта 1957 года в городе Кулаши, ГССР, СССР (ныне Грузия). 29 июня 1971 года репатриировался в Израиль. По образованию — юрист, окончил Бар-Иланский университет. После окончания учёбы открыл адвокатскую контору в Тель-Авиве, позже — в городе Ор-Йехуда.
В кнессете 17-го созыва Михаэли членствовал в комиссии по науке и технологии и комиссии по вопросам алии, абсорбции и диаспоры. В кнессете 18-го созыва работал в комиссии комиссии кнессета, законодательной комиссии, комиссии по науке и технологии, комиссии по трактованию, комиссии по вопросам алии, абсорбции и диаспоры и комиссии по труду, благосостоянию и здравоохранению.
Михаэли живёт в городе Ор-Йехуда, владеет ивритом, английским, русским и грузинским языками.